# Рейнджер, Найл
На́йлос Ре́йнджер (англ. Nilos Ranger; родился 11 апреля 1991 года), более известный как На́йл Ре́йнджер (англ. Nile Ranger) — английский футболист, нападающий.

## Клубная карьера

### «Ньюкасл Юнайтед»
В июле 2008 года Деннис Уайз, будучи тогда директором «Ньюкасла», решил позвать Рейнджера в клуб. Первый матч за академию «Юнайтед» юноша провел 23 августа 2008 года против «Лестера». А уже спустя неделю 1 сентября он дебютировал за второй состав команды против «Сандерленда» на «Сент-Джеймс Парк». Играя на этих уровнях, он произвел впечатление, закончив свой первый сезон на Тайнсайде с пятнадцатью голами за академию, и семью забитыми мячами за дублирующий состав первой команды. Этот результат позволил ему завоевать «Джеки Милберн Трофи» в 2009 году. Впоследствии Рейнджер был вознагражден Аланом Ширером, который был на тот момент менеджером клуба, подписав новый улучшенный контракт сроком на три с половиной года.
Дебют за первую команду состоялся 8 августа 2009 года в матче Чемпионшипа против «Вэст Бромвича». Рейнджер вышел на замену в конце второго тайма вместо Шолы Амеоби. Играя в своей первой взрослой лиге, 31 августа 2009 года в игре против «Лестера», он был признан лучшим игроком матча. Найл отыграл 84 минуты и был заменен, получив овации от болельщиков. Свой первый гол за взрослую команду Рейнджер забил 9 декабря 2009 года в матче против «Ковентри», который завершился со счетом 2:0. Второй мяч в сезоне он забил в домашней встрече против «Кристал Пэлас», которая также завершилась со счетом 2:0. Просидев на скамейке запасных в первых двух играх Премьер-лиги, Рейнджер появился на поле в победном матче второго раунда кубка Лиги против «Аккрингтон Стэнли». В третьем раунде «Ньюкасл» приехал на «Стэмфорд Бридж» в гости к «Челси», который на тот момент не проиграл ни одного матча в сезоне. Найл играл на позиции правого полузащитника и отметился голом. А матч завершился победой «Ньюкасла» со счетом 4:3.
В Премьер-лиге Рейнджер дебютировал 16 октября 2010 года. Он вышел со скамейки запасных на 89-й минуте в матче против «Уигана», который завершился со счетом 2:2. Рейнджер стал постоянно появляться на заменах. Так он отыграл 10 минут в домашнем матче против «Сандерленда», завершившемся разгромом гостей со счетом 5:1. А в гостевом матче против «Арсенала», завершившимся победой 1:0, он обыграл футболиста канониров Косельни и уже выходил один на один с вратарем. Лишь ценой красной карточки защитник сумел его остановить.
3 декабря 2010 года Найл Рейнджер подписал новый контракт сроком на пять с половиной лет. Это продлит его отношения с клубом до 2016 года.
16 августа 2014 подписал однолетний контракт с «Блэкпулом».

## Достижения
«Ньюкасл Юнайтед»
- Победитель Чемпионата Футбольной лиги: 2009/10

## Характеристика
Рейнджер высокий мощный форвард, который при своих габаритах обладает отличной стартовой скоростью. Очень часто используется тренерами в качестве правого атакующего полузащитника.